# Fight or Flight (альбом Hoobastank)
| Оценки критиков      | Оценки критиков |
| Источник             | Оценка          |
| -------------------- | --------------- |
| Allmusic             | [ 1 ]           |
| Melodic.net          | [ 2 ]           |
| Under The Gun Review | 6.5/10          |

Fight or Flight — пятый студийный альбом рок-группы Hoobastank, выпущенный 11 сентября 2012 года (выпуск был перенесён с 31 июля 2012 года, затем с 28 августа 2012 года).
В поддержку альбома были выпущены три сингла — «This is Gonna Hurt», «Can You Save Me?» и «Incomplete». На первый сингл был снят полноценный клип, второй сопровождался концертным видео, а в поддержку третьего сингла было выпущено лирик-видео.

## Список композиций
Все песни написаны Дугласом Роббом, Дэниелом Эстрином, Крисом Хессе, Джесси Чарлендом.
| №                   | Название                  | Длительность |
| ------------------- | ------------------------- | ------------ |
| 1.                  | «This Is Gonna Hurt»      | 3:50         |
| 2.                  | «You Before Me»           | 4:24         |
| 3.                  | «The Fallen»              | 3:16         |
| 4.                  | «Can You Save Me?»        | 3:55         |
| 5.                  | «No Destination»          | 3:43         |
| 6.                  | «Slow Down»               | 4:40         |
| 7.                  | «No Win Situation»        | 3:46         |
| 8.                  | «Sing What You Can't Say» | 3:23         |
| 9.                  | «Magnolia»                | 4:09         |
| 10.                 | «Incomplete»              | 3:12         |
| 11.                 | «A Thousand Words»        | 4:01         |
| Общая длительность: | Общая длительность:       | 42:20        |

| №   | Название       | Длительность |
| --- | -------------- | ------------ |
| 12. | «The Pressure» | 4:05         |

## Чарты
| Чарт (2012)                        | Место |
| ---------------------------------- | ----- |
| Japanese Albums Chart              | 18    |
| Billboard 200                      | 66    |
| Top Independent Albums             | 17    |
| Top Modern Rock/Alternative Albums | 16    |
| Top Rock Albums                    | 27    |